# Histiotus alienus
Histiotus alienus es una especie de murciélago de la familia Vespertilionidae.

## Distribución geográfica
Es endémica del sudeste de Brasil.